# In Times
In Times – trzynasty album studyjny norweskiego zespołu muzycznego Enslaved. Wydawnictwo ukazało się 6 marca 2015 roku nakładem wytwórni muzycznej Nuclear Blast.
Album dotarł do 4. miejsca listy Billboard Heatseekers Albums w Stanach Zjednoczonych sprzedając się w nakładzie niespełna 3 tys. egzemplarzy w przeciąu tygodnia od dnia premiery. Płyta trafił ponadto na listy przebojów w Finlandii, Francji, Norwegii i Wielkiej Brytanii. 

## Lista utworów
Opracowano na podstawie materiału źródłowego.
| Nr | Tytuł utworu                 | Długość |
| -- | ---------------------------- | ------- |
| 1. | „Thurisaz Dreaming”          | 08:13   |
| 2. | „Building with Fire”         | 08:49   |
| 3. | „One Thousand Years of Rain” | 08:13   |
| 4. | „Nauthir Bleeding”           | 08:10   |
| 5. | „In Times”                   | 10:44   |
| 6. | „Daylight”                   | 08:56   |
|    |                              | 53:05   |

## Twórcy
Opracowano na podstawie materiału źródłowego.
| - Grutle Kjellson – śpiew, gitara basowa, kontrabas, produkcja muzyczna - Ivar Bjørnson – gitara, instrumenty klawiszowe, produkcja muzyczna, inżynieria dźwięku - Herbrand Larsen – instrumenty klawiszowe, śpiew, produkcja muzyczna, inżynieria dźwięku - Cato Bekkevold – perkusja - Arve Isdal – gitara, śpiew, inżynieria dźwięku - XIVer Sandøy – efekty dźwiękowe, śpiew - Einar Kvitrafn Selvik – śpiew |  | - Iver Sandøy – produkcja muzyczna, inżynieria dźwięku - Jens Bogren – miksowanie - Truls Espedal – okładka, oprawa graficzna - Tim Tronckoe – zdjęcia - Tony Lindgren – mastering - Tonje E. Peersen – producent wykonawczy |

## Listy sprzedaży
| Lista                        | Kraj              | Pozycja |
| ---------------------------- | ----------------- | ------- |
| Suomen virallinen lista      | Finlandia         | 39      |
| SNEP                         | Francja           | 122     |
| MegaCharts                   | Holandia          | 97      |
| Media Control Charts         | Niemcy            | 66      |
| VG-Lista                     | Norwegia          | 28      |
| UK Albums Chart              | Wielka Brytania   | 133     |
| Billboard Heatseekers Albums | Stany Zjednoczone | 4       |